# Офіційний перелік регіонально рідкісних тварин Сумської області
Офіційний перелік регіонально рідкісних тварин Сумської області — список, що містить перелік видів тварин, які не занесені до Червоної книги України, але є рідкісними або такими, що перебувають під загрозою зникнення на території Сумської області.

## Історія
Перелік видів тварин, які не занесені до Червоної книги України, але є рідкісними або такими, що перебувають під загрозою зникнення на території Сумської області було прийнято рішенням Сумської обласної ради шостого скликання від 18 листопада 2011 «Про заходи щодо посилення охорони рідкісних та зникаючих видів рослин, тварин і грибів, що підлягають особливій охороні на території Сумської області».

## Положення про Перелік
Державний контроль за додержанням вимог щодо охорони та відтворення видів рослин, занесених до Переліку, здійснюють державна екологічна інспекція у Сумській області, місцеві державні адміністрації, інші спеціально уповноважені на це органи виконавчої влади відповідно до їх повноважень.
Охорона та відтворення об'єктів рослинного та тваринного світу, занесених до Переліку, забезпечується шляхом:
- установлення особливого правового статусу рідкісних і таких, що перебувають під загрозою зникнення, видів рослинного і тваринного світу, заборони обмеження їх використання;
- врахування вимог щодо їх охорони під час розробки нормативних актів місцевого рівня;
- систематичної роботи щодо виявлення місць їх зростання, проведення постійного спостереження (моніторингу) за станом популяцій;
- пріоритетного створення на територіях, де вони зростають, системи заповідних та інших об'єктів, що особливо охороняються;
- створення банків їх генофонду, розведення у спеціально створених умовах (розсадниках, розплідниках, ботанічних садах, зоологічних парках, дендропарках тощо);
- урахування спеціальних вимог щодо охорони їх видів під час розміщення продуктивних сил, ведення господарської діяльності, вирішення питань відведення земельних ділянок, розробки проектної та проектно-планувальної документації, екологічної експертизи.
- сприяння природному відновленню їх популяцій, інтродукції та реінтродукції видів у природні умови, де вони зростали чи перебували;
- розмноження у штучно створених умовах;
- здійснення необхідних наукових досліджень з метою розробки наукових основ їх охорони та відтворення;
- проведення широкої виховної роботи серед населення;
- здійснення інших заходів відповідно до законодавства.

Зростання чи перебування на певній території рідкісних і таких, що перебувають під загрозою зникнення, видів рослинного і тваринного світу, занесених до Переліку, є підставою для розгляду питання про оголошення її об'єктом природно-заповідного фонду.
Видання та розповсюдження Переліку здійснюється не рідше одного разу на 10 років.

## Статистика
Перелік містить 206 видів тварин, з них:
- Ракоподібних — 2 види;
- Павукоподібних — 2 види;
- Комах — 98 видів;
- Риб — 11 видів;
- Земноводних — 3 види;
- Плазунів — 2 види;;
- Птахів — 80 видів;
- Ссавців — 8 видів.

## Перелік

### Ракоподібні
| № п/п | Українська назва виду | Біноміальна назва виду |
| ----- | --------------------- | ---------------------- |
| 1     | Щитень весняний       | Lepidurus apus         |
| 2     | Щитень літній         | Triops cancriformis    |

### Павукоподібні
| № п/п | Українська назва виду        | Біноміальна назва виду |  |
| ----- | ---------------------------- | ---------------------- |  |
| 3     | Аргіопа тигрова              | Argiope bruennichi     |  |
| 4     | Тарантул південно-російський | Lycosa singoriensis    |  |

### Комахи
| № п/п | Українська назва виду       | Біноміальна назва виду      |
| ----- | --------------------------- | --------------------------- |
| 5     | Бабка плоска                | Libellula depressa          |
| 6     | Бабка перев'язана           | Sympetrum pedemontanum      |
| 7     | Богомол звичайний           | Mantis religiosa            |
| 8     | Коник сірий                 | Decticus verrucivorus       |
| 9     | Вогнівка тріскуча           | Psophus stridulus           |
| 10    | Ранатра звичайна            | Ranatra linearis            |
| 11    | Красотіл бронзовий          | Calosoma inquisitor         |
| 12    | Жужелиця зморшкувата        | Carabus coriaceus           |
| 13    | Турун гладенький            | Carabus glabratus           |
| 14    | Вусач-тесляр                | Ergates faber               |
| 15    | Златка дубова               | Eurythyrea quercus          |
| 16    | Карапузик плоскушка         | Hololepta plana             |
| 17    | Світляк звичайний           | Lampyris noctiluca          |
| 18    | Лептура чотирисмуга         | Leptura qudrifasciata       |
| 19    | Майка різнокольорова        | Meloe variegatus            |
| 20    | Вусач великий короткокрилий | Necydalus major             |
| 21    | Жук-носоріг                 | Oryctes nasicornis          |
| 22    | Рогач синій                 | Platycerus caraboides       |
| 23    | Велика бронзівка зелена     | Netocia aeruginosa          |
| 24    | Велика бронзівка широка     | Potosia affinis             |
| 25    | Бронзівка мармурова         | Protaetia marmorata         |
| 26    | Рогачик однорогий           | Sinodendron cylindricum     |
| 27    | Лептура червона             | Stictoleptura rubra         |
| 28    | Восковик смугастий          | Trichius fasciatus          |
| 29    | Серпокрилка сітчастокрила   | Drepanepteryx phalaenoides  |
| 30    | Мурашиний лев звичайний     | Myrmeleon formicarius       |
| 31    | Ведмедиця Геба              | Arctia festiva              |
| 32    | Перлівець лаодіка           | Argynnis laodice            |
| 33    | Підсрібник великий          | Argynnis paphia             |
| 34    | Синявець бурий              | Aricia allous               |
| 35    | Перлівець Дафна             | Brenthis daphne             |
| 36    | Ведмедиця Гера              | Callimorpha quadripunctaria |
| 37    | Сільвій                     | Carterocephalus silvicolus  |
| 38    | Стрічкарка вербова          | Catocala electa             |
| 39    | Стрічкарка мала червона     | Catocala promissa           |
| 40    | Сінниця болотяна            | Coenonympha tullia          |
| 41    | Жовтянка мирмідона          | Colias myrmidone            |
| 42    | Бражник малий винний        | Deilephila porcellus        |
| 43    | Чубатка дубова              | Drymonia ruficornis         |
| 44    | Бражник жимолостевий        | Hemaris fuciformis          |
| 45    | Товстоголовка-кома          | Hesperia comma              |
| 46    | Бражник осиковий            | Laothoe amurensis           |
| 47    | Коконопряд дубовий          | Lasiocampa quercus          |
| 48    | Шовкопряд салатний          | Lemonia dumi                |
| 49    | Стрічкарка Камілла          | Limenitis camilla           |
| 50    | Лишайниця чотирьохплямиста  | Lithosia quadra             |
| 51    | Осадець білозір             | Lopinga achine              |
| 52    | Рябець Цинксія              | Melitaea cinxia             |
| 53    | Рябець південний            | Melitaea trivia             |
| 54    | Сатир Дріада                | Minois dryas                |
| 55    | Легіт дубовий               | Neozephyrus quercus         |
| 56    | Пасманець Сапфо             | Neptis sappho               |
| 57    | Жалібниця                   | Nymphalis antiopa           |
| 58    | Синявець евмедон            | Plebeius eumedon            |
| 59    | Синявець аманда             | Polyommatus amandus         |
| 60    | Синявець сріблястий         | Polyommatus coridon         |
| 61    | Синявець Мелеагр            | Polyommatus daphnis         |
| 62    | Синявець Терсит             | Polyommatus thersites       |
| 63    | Товстоголовка білоплямиста  | Pyrgus alveus               |
| 64    | Ведмедиця пурпурова         | Rhyparia purpurata          |
| 65    | Червонець фіолетовий        | Thersamonolycaena alciphron |
| 66    | Пістрянка глазчата          | Zygaena carniolica          |
| 67    | Пістрянка-ефіальт           | Zygaena ephialtes           |
| 68    | Колет оперезаний            | Colletes cuccinctus         |
| 69    | Андрена кривонога           | Andrena curvungula          |
| 70    | Андрена гірська             | Andrena rufizona            |
| 71    | Андрена Шренка              | Andrena schrencki           |
| 72    | Андрена стрижена            | Andrena sericata            |
| 73    | Андрена перстачева          | Andrena potentillae         |
| 74    | Андрена переступнева        | Andrena florea              |
| 75    | Андрена рокитникова         | Andrena aberrans            |
| 76    | Андрена чинова              | Andrena lathyri             |
| 77    | Камптопеум лобатий          | Camptopoeum frontale        |
| 78    | Рофітоїдес сірий            | Rhophitoides canus          |
| 79    | Мегахіла срібляста          | Megachile leachella         |
| 80    | Мегахіла округла            | Megachile rotundata         |
| 81    | Осмія двокольорова          | Osmia bicolor               |
| 82    | Гоплітіс Мочарі             | Hoplitis mocsayi            |
| 83    | Іктерантідіум глинистий     | Icteranthidium laterale     |
| 84    | Макропіс Ванковіча          | Macropis wancowiczi         |
| 85    | Евцера блакитнувата         | Eucera cineraria            |
| 86    | Антофора північна           | Anthophora borealis         |
| 87    | Бджола-шерстобит            | Anthidium manicatum         |
| 88    | Джміль Шренка               | Bombus schrencki            |
| 89    | Джміль                      | Bombus soroeensis           |
| 90    | Джміль-ветеран              | Bombus veteranus            |
| 91    | Бембекс носатий             | Bembix rostrata             |
| 92    | Мураха чорний деревоточець  | Camponotus vagus            |
| 93    | Їздець-ефіальт шукач        | Ephialtes manifestator      |
| 94    | Бджолиний вовк              | Philanthus triangulum       |
| 95    | Пелопей звичайний           | Sceliphron destillatorium   |
| 96    | Сколія степова              | Scolia hirta                |
| 97    | Ктир-лафрія горбата         | Laphria gibbosa             |
| 98    | Дзюрчалка-джмелевидка       | Volucella bombylans         |
| 99    | Дзюрчалка-джмелевидка здута | Volucella inflata           |
| 100   | Дазипогон діадема           | Dasypogon diadema           |
| 101   | Львинка звичайна            | Stratiomys chamaeleon       |
| 102   | Жужжало велике              | Bombylius major             |

### Риби
| № п/п | Українська назва виду           | Біноміальна назва виду   |
| ----- | ------------------------------- | ------------------------ |
| 103   | Прісноводний вугор європейський | Anguilla anguilla        |
| 104   | Рибець звичайний                | Vimba vimba              |
| 105   | Білизна звичайна                | Aspius aspius            |
| 106   | Чехоня                          | Pelecus cultratus        |
| 107   | Клепець                         | Abramis sapa             |
| 108   | Синець                          | Abramis ballerus         |
| 109   | Підуст звичайний                | Chondrostoma nasus       |
| 110   | В'язь                           | Leuciscus idus           |
| 111   | Бабець звичайний                | Cottus gobio             |
| 112   | Судак звичайний                 | Stizostedion lucioperca  |
| 113   | Бичок-цуцик мармуровий          | Proterorhinus marmoratus |

### Земноводні
| № п/п | Українська назва виду                    | Біноміальна назва виду |
| ----- | ---------------------------------------- | ---------------------- |
| 114   | Тритон гребенястий                       | Triturus cristatus     |
| 115   | Рахкавка звичайна (квакша, жаба деревна) | Hyla arborea           |
| 116   | Жаба трав'яна                            | Rana temporaria        |

### Плазуни
| № п/п | Українська назва виду          | Біноміальна назва виду |
| ----- | ------------------------------ | ---------------------- |
| 117   | Черепаха болотяна, або річкова | Emys orbicularis       |
| 118   | Гадюка звичайна                | Vipera berus           |

### Птахи
| № п/п | Українська назва виду                     | Біноміальна назва виду  |
| ----- | ----------------------------------------- | ----------------------- |
| 119   | Гагара червоношия                         | Gavia stellata          |
| 120   | Гагара чорношия                           | Gavia arctica           |
| 121   | Пірникоза мала (норець малий)             | Podiceps ruficollis     |
| 122   | Пірникоза чорношия (норець чорношиїй)     | Podiceps nigricollis    |
| 123   | Пірникоза червоношия (норець червоношиїй) | Podiceps auritus        |
| 124   | Пірникоза сірощока (норець сірощокий)     | Podiceps grisegena      |
| 125   | Пірникоза велика (норець великий)         | Podiceps cristatus      |
| 126   | Бугай                                     | Botaurus stellaris      |
| 127   | Бугайчик                                  | Ixobrychus minutus      |
| 128   | Квак                                      | Nycticorax nycticorax   |
| 129   | Чепура велика (чапля велика біла)         | Egretta alba            |
| 130   | Чапля сіра                                | Ardea cinerea           |
| 131   | Чапля руда                                | Ardea purpurea          |
| 132   | Лелека білий                              | Ciconia ciconia         |
| 133   | Гуска сіра                                | Anser anser             |
| 134   | Лебідь-шипун                              | Cygnus olor             |
| 135   | Лебідь-кликун                             | Cygnus cygnus           |
| 136   | Галагаз                                   | Tadorna tadorna         |
| 137   | Чирянка мала (чирок-свистунець)           | Anas crecca             |
| 138   | Свищ                                      | Anas penelope           |
| 139   | Шилохвіст                                 | Anas acuta              |
| 140   | Широконіска                               | Anas clypeata           |
| 141   | Чернь чубата                              | Aythya fuligula         |
| 142   | Чернь морська                             | Aythya marila           |
| 143   | Крех малий (луток)                        | Mergus albellus         |
| 144   | Осоїд                                     | Pernis apivorus         |
| 145   | Підсоколик великий                        | Falco subbuteo          |
| 146   | Кібчик                                    | Falco vespertinus       |
| 147   | Боривітер звичайний                       | Falco tinnunculus       |
| 148   | Пастушок                                  | Rallus aquaticus        |
| 149   | Погонич звичайний                         | Porzana porzana         |
| 150   | Погонич малий                             | Porzana parva           |
| 151   | Погонич-крихітка                          | Porzana pusilla         |
| 152   | Деркач                                    | Crex crex               |
| 153   | Чайка                                     | Vanellus vanellus       |
| 154   | Коловодник лісовий (чорниш)               | Tringa ochropus         |
| 155   | Коловодник звичайний (травник)            | Tringa totanus          |
| 156   | Брижач (турухтан)                         | Philomachus pugnax      |
| 157   | Набережник (перевізник)                   | Actitis hypoleucos      |
| 158   | Мородунка                                 | Xenus cinereus          |
| 159   | Грицик великий                            | Limosa limosa           |
| 160   | Крячок чорний                             | Chlidonias niger        |
| 161   | Крячок білокрилий                         | Chlidonias leucopterus  |
| 162   | Крячок білощокий                          | Chlidonias hybrida      |
| 163   | Крячок річковий                           | Sterna hirundo          |
| 164   | Сич хатній                                | Athene noctua           |
| 165   | Сова сіра                                 | Strix aluco             |
| 166   | Бджолоїдка                                | Merops apiaster         |
| 167   | Одуд                                      | Upupa epops             |
| 168   | Жовна сива                                | Picus canus             |
| 169   | Жовна чорна                               | Dryocopus martius       |
| 170   | Дятел середній                            | Dendrocopos medius      |
| 171   | Посмітюха (жайворонок чубатий)            | Galerida cristata       |
| 172   | Жайворонок малий                          | Calandrella cinerea     |
| 173   | Жайворонок степовий                       | Melanocorypha calandra  |
| 174   | Жайворонок лісовий                        | Lullula arborea         |
| 175   | Щеврик польовий                           | Anthus campestris       |
| 176   | Сорокопуд чорнолобий                      | Lanius minor            |
| 177   | Горіхівка                                 | Nucifraga caryocatactes |
| 178   | Вивільга                                  | Oriolus oriolus         |
| 179   | Тинівка лісова                            | Prunella modularis      |
| 180   | Кобилочка солов'їна                       | Locustella luscinioides |
| 181   | Кобилочка-цвіркун                         | Locustella naevia       |
| 182   | Кропив'янка рябогруда                     | Sylvia nisoria          |
| 183   | Кропив'янка прудка                        | Sylvia curruca          |
| 184   | Золотомушка жовточуба                     | Regulus regulus         |
| 185   | Кам'янка попеляста                        | Oenanthe isabellina     |
| 186   | Горихвістка звичайна                      | Phoenicurus phoenicurus |
| 187   | Дрізд білобровий                          | Turdus iliacus          |
| 188   | Дрізд-омелюх                              | Turdus viscivorus       |
| 189   | Синиця вусата                             | Panurus biarmicus       |
| 190   | Ремез                                     | Remiz pendulinus        |
| 191   | Синиця чорна                              | Parus ater              |
| 192   | Щедрик (в'юрок канарковий)                | Serinus serinus         |
| 193   | Чиж                                       | Spinus spinus           |
| 194   | Шишкар ялиновий                           | Loxia curvirostra       |
| 195   | Снігур                                    | Pyrrhula pyrrhula       |
| 196   | Просянка                                  | Emberiza calandra       |
| 197   | Вівсянка лучна (дібровник)                | Emberiza aureola        |
| 198   | Вівсянка садова                           | Emberiza hortulana      |

### Ссавці
| № п/п | Українська назва виду        | Біноміальна назва виду   |
| ----- | ---------------------------- | ------------------------ |
| 199   | Ласка                        | Mustela nivalis          |
| 200   | Борсук                       | Meles meles              |
| 201   | Бабак                        | Marmota bobak            |
| 202   | Вовчок сірий                 | Glis glis (Myoxus glis)  |
| 203   | Вовчок горішковий            | Muscardinus avellanarius |
| 204   | Сліпак звичайний             | Spalax microphthalmus    |
| 205   | Мишка лугова (миша-крихітка) | Micromys minutus         |
| 206   | Лось європейський            | Alces alces              |